# Yantarni (Krasnodar)
Yantarni (del ruso: Янтарный) es un posiólok del raión de Dinskaya del krai de Krasnodar del sur de Rusia. Está situado en las llanuras de Kubán-Priazov, 9 km al sur de Dinskaya y 20 km al nordeste de Krasnodar, la capital del krai. Tenía 505 habitantes en 2010.
Pertenece al municipio Michurinskoye.